# Honduras nos Jogos Olímpicos de Verão de 2000
Honduras participou dos Jogos Olímpicos de Verão de 2000 em Sydney, Austrália.